# Nepalesische Cricket-Nationalmannschaft
Die nepalesische Cricket-Nationalmannschaft (Nepali नेपाल राष्ट्रिय क्रिकेट टिम), deren Spieler auch unter den Spitznamen The Rhinos, Gorkhalis und The Cardiac Kids bekannt sind, vertritt Nepal auf internationaler Ebene in der Sportart Cricket. Das Team wird von der Cricket Association of Nepal (CAN) geleitet und ist seit 1996 assoziiertes Mitglied im International Cricket Council. Damit gehört es zur zweiten Reihe der Nationalmannschaften und verfügt seit 2019, wie alle ICC-Mitglieder, über vollen T20I-Status. Der bisher größte Erfolg war die Qualifikation für den T20 World Cup (2014 und 2024) sowie den Asia Cup 2023, bei der es jeweils in der Vorrunde ausschied.

## Geschichte

### Anfänge des Crickets in Nepal (1877–1980er Jahre)
Cricket gelangte vom damaligen Britisch-Indien auch in das unter britischem Einfluss stehende Königreich Nepal. In dem Buch History of Nepal aus dem Jahr 1877 beschrieb Daniel Wright das Cricket in Nepal folgendermaßen: Attempts have been made at various time by their tutors to get the young men to play at cricket and other games, but such amusements are thought degrading. („Zu verschiedenen Zeiten wurden von ihren Lehrern Versuche unternommen, die jungen Männer dazu zu bringen, Cricket und andere Spiele zu spielen, aber solche Vergnügungen werden als erniedrigend angesehen.“) Für lange Zeit galt das Cricket als Sport der höheren Gesellschaftsschicht und seine Ausführung beschränkte sich auf die regierende Rana-Dynastie und andere Mitglieder der höheren nepalesischen Gesellschaft.
Nach dem Zweiten Weltkrieg wurde im Jahr 1946 mit der Cricket Association of Nepal der nepalesische Cricket-Verband gegründet. Nach der Demokratisierung infolge der nepalesischen Revolution von 1951 verbreitete sich Cricketspielen in allen Bevölkerungsschichten. 1961 schloss sich die Cricket Association of Nepal, um das Cricket im ganzen Land zu fördern, dem nationalen Sportrat (National Sports Council) an. Dennoch beschränkten sich die nationalen Wettkämpfe bis in die 1980er Jahre hinein auf die Hauptstadt Kathmandu.

### Aufnahme in den ICC (1988)
Verbesserungen in Nepals Kommunikations- und Transportinfrastruktur halfen in den 1980er Jahren dabei, das Spiel auch außerhalb Kathmandus zu etablieren. 1988 nahm der International Cricket Council den nepalesischen Verband als Partnermitglied (affiliate member) auf. In den frühen 1990er Jahren begann der Verband mit einem groß angelegten Entwicklungsprogramm, bei dem er Turniere auf örtlicher und Distriktebene etablierte und das Cricket zunehmend an Schulen anbot.
Das Interesse der Bevölkerung am Cricket wuchs zunehmend und die Nachfrage um Cricket zu spielen war so groß, dass die Anzahl der Mannschaften bei den Turnieren zwischenzeitlich beschränkt werden musste, bis Mitte der 1990er Jahre mehr Sportplätze zur Verfügung standen. 1996 wurde Nepal assoziiertes Mitglied (Associate Member) des ICC und die Nationalmannschaft nahm im selben Jahr an der ACC Trophy 1996 in Kuala Lumpur teil. Nach Siegen gegen Brunei und Japan belegte sie den vierten Tabellenplatz. Zwei Jahre später waren die Anlagen in Lalitpur und Kirtipur (der Tribhuvan University International Cricket Ground) und Kathmandu geeignet, um die ACC Trophy 1998 auszutragen. Für den Gastgeber verlief das Turnier jedoch weniger erfolgreich und es gelang ihm kein einziger Sieg.

### Erste Erfolge (2000–2008)

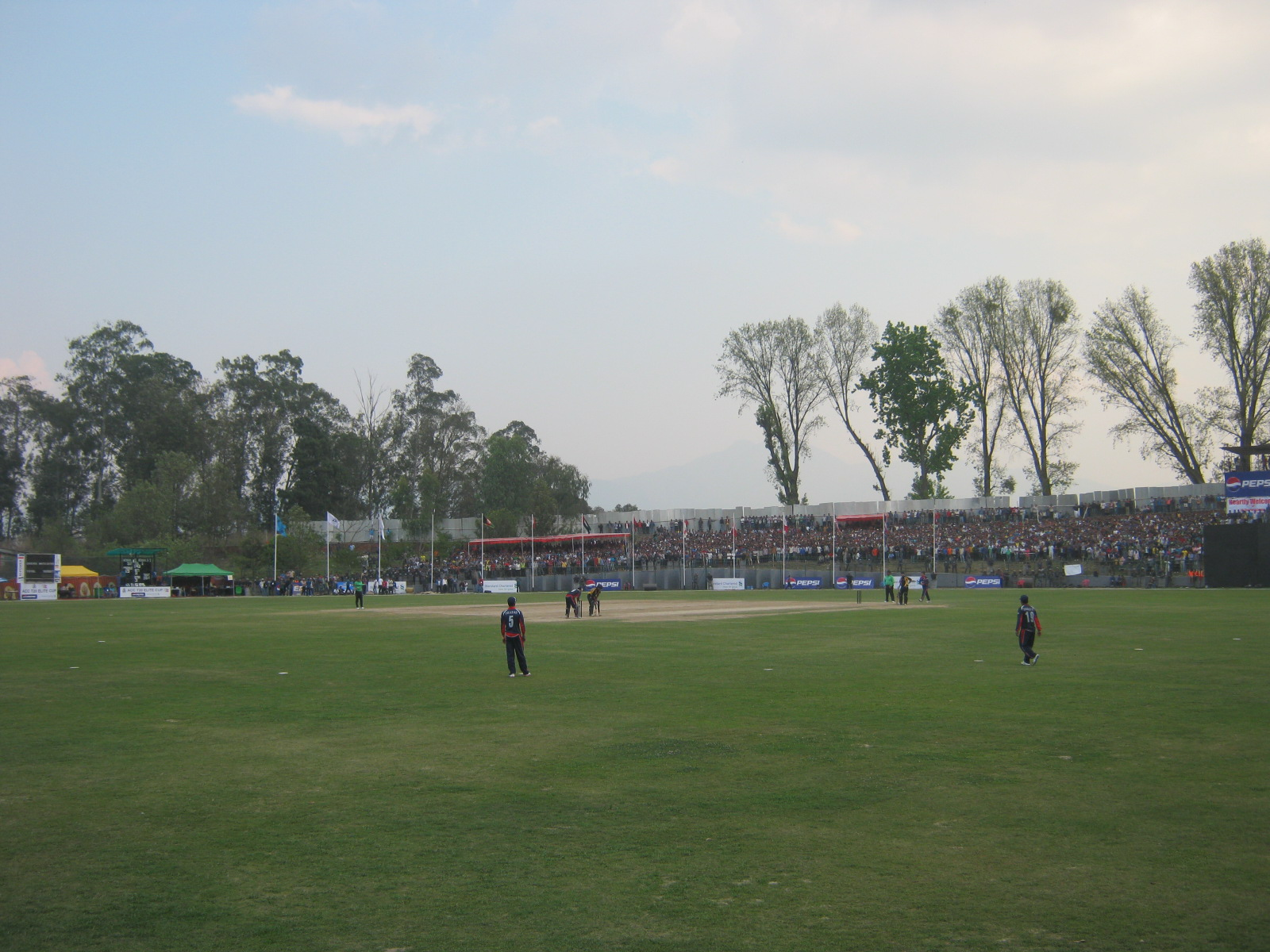
Der Tribhuvan University International Cricket Ground nahe Kathmandus ist Nepals Heimstadion

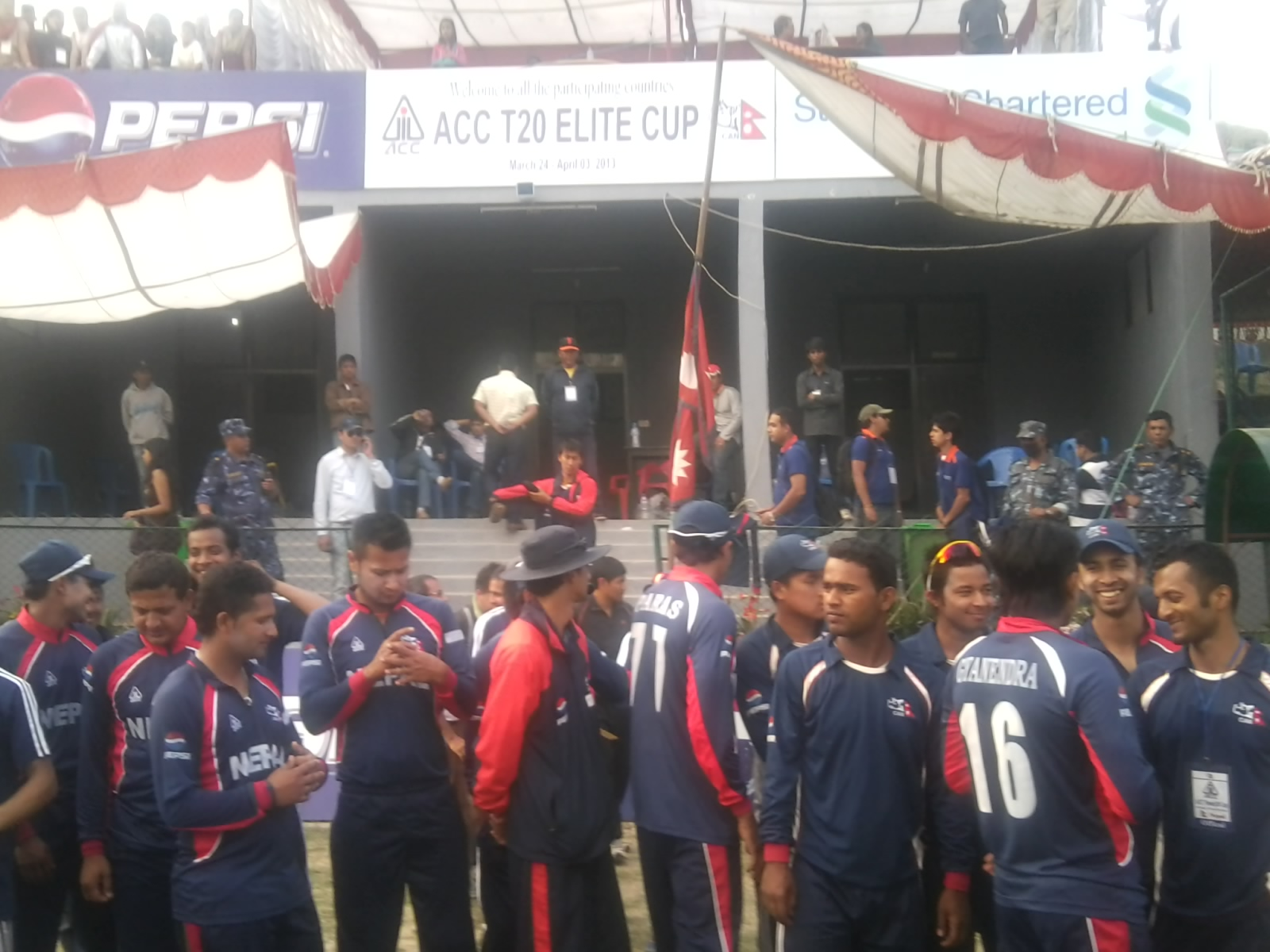
Die nepalesische Cricket-Nationalmannschaft während der ACC Trophy Elite 2013

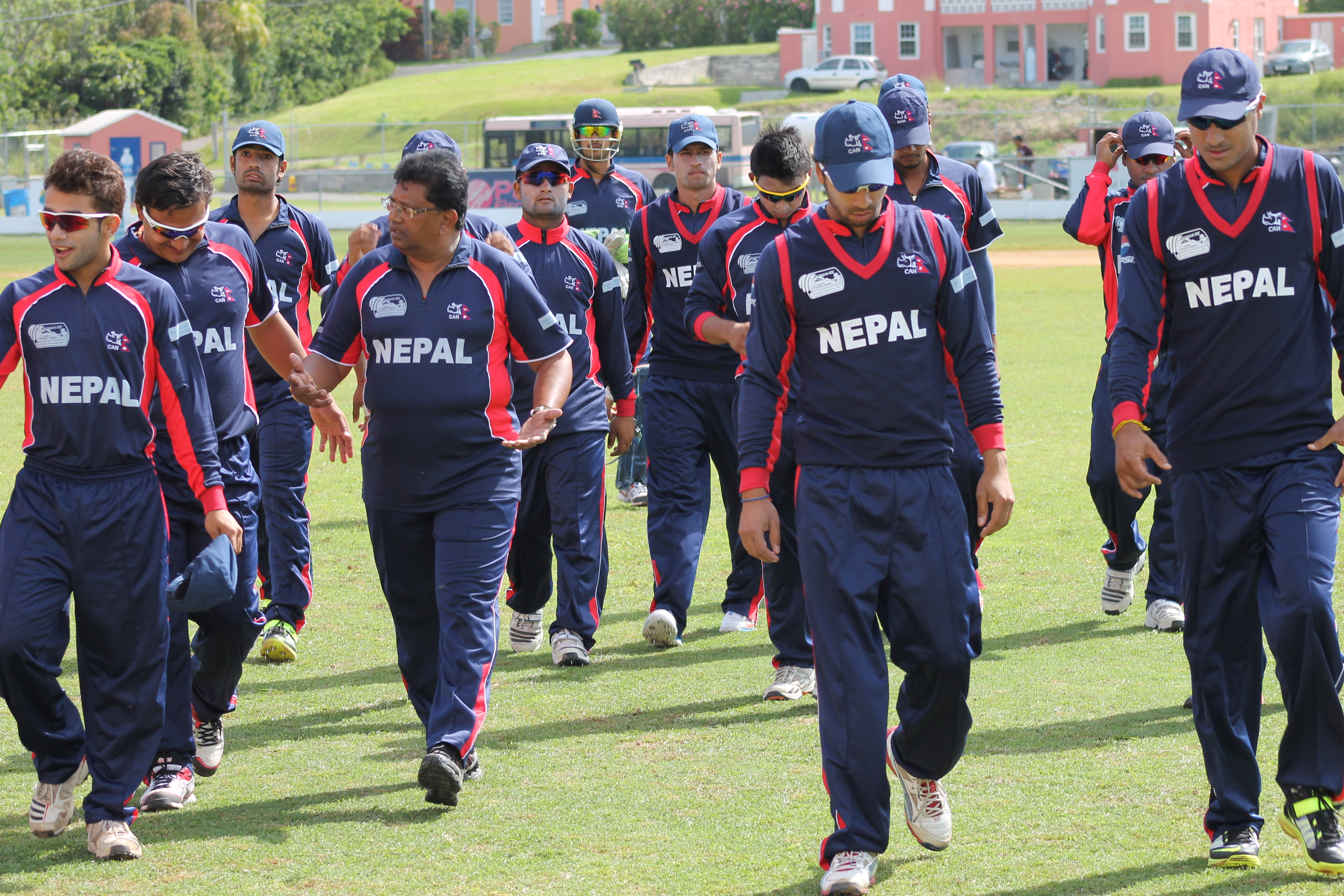
Die nepalesische Cricket-Nationalmannschaft während der ICC World Cricket League Division Three 2013 in Bermuda

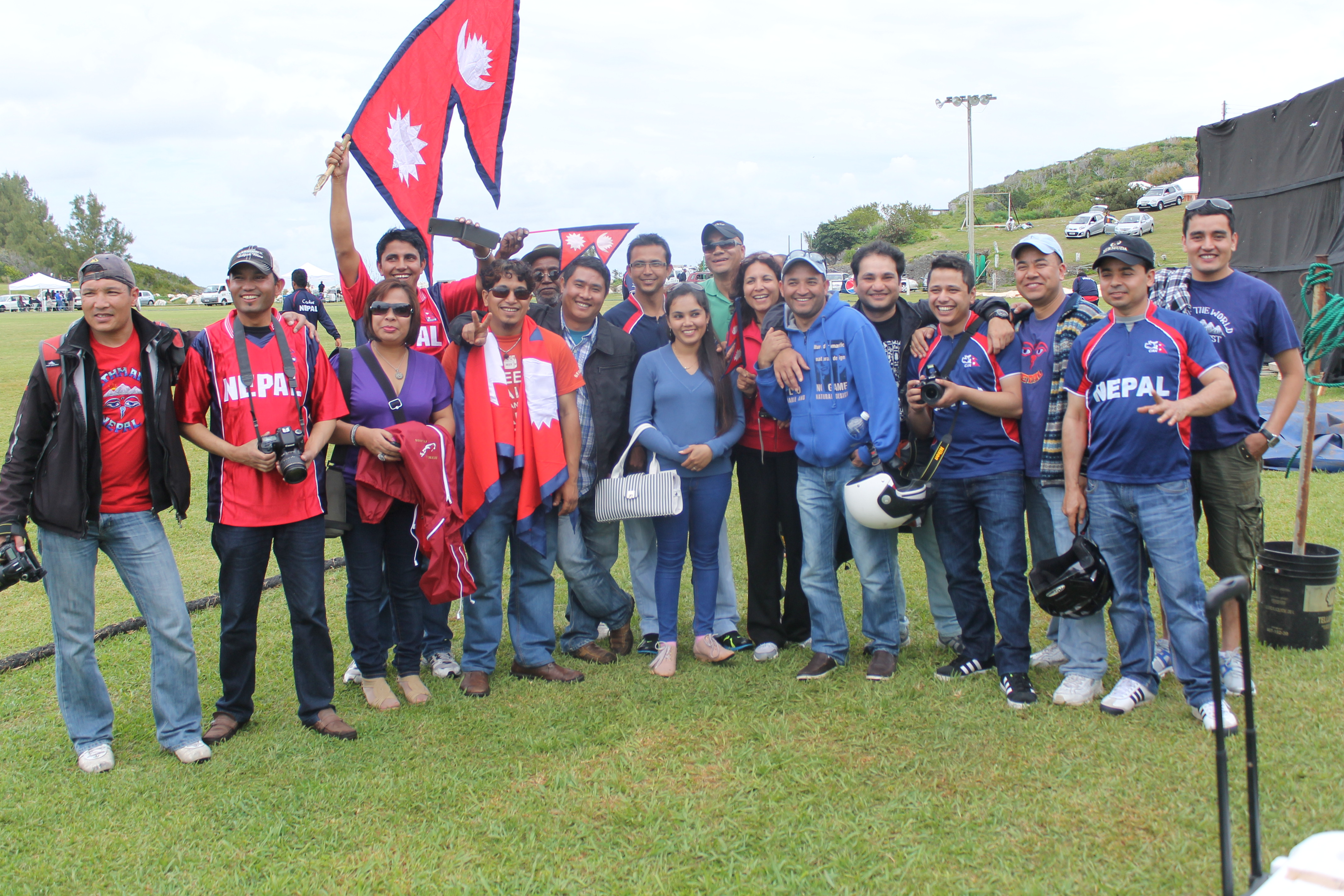
Nepalesische Fans während der ICC World Cricket League Division Three 2013 in Bermuda

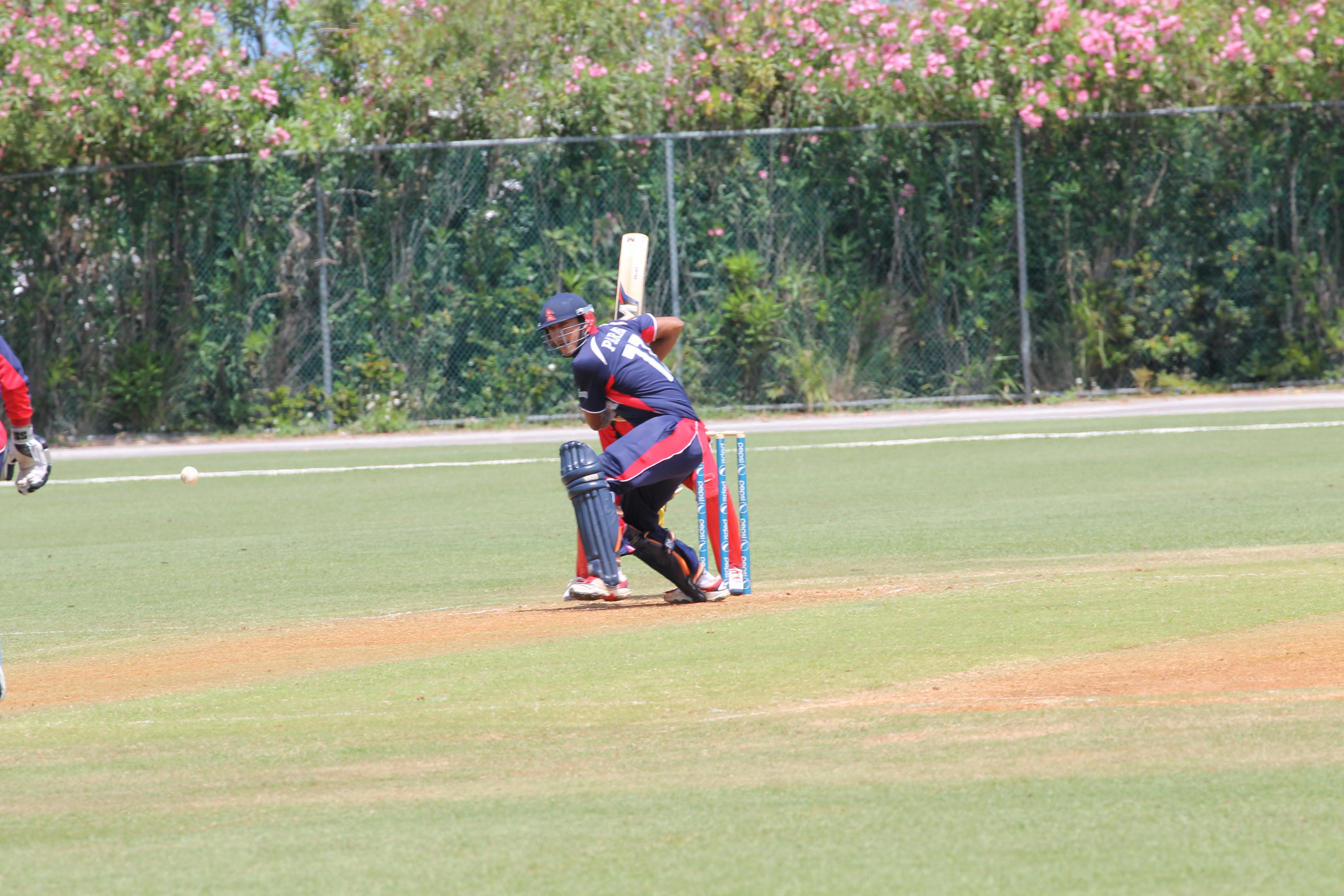
Der Kapitän Paras Khadka beim Bowling während der ICC World Cricket League Division Three 2013 in Bermuda

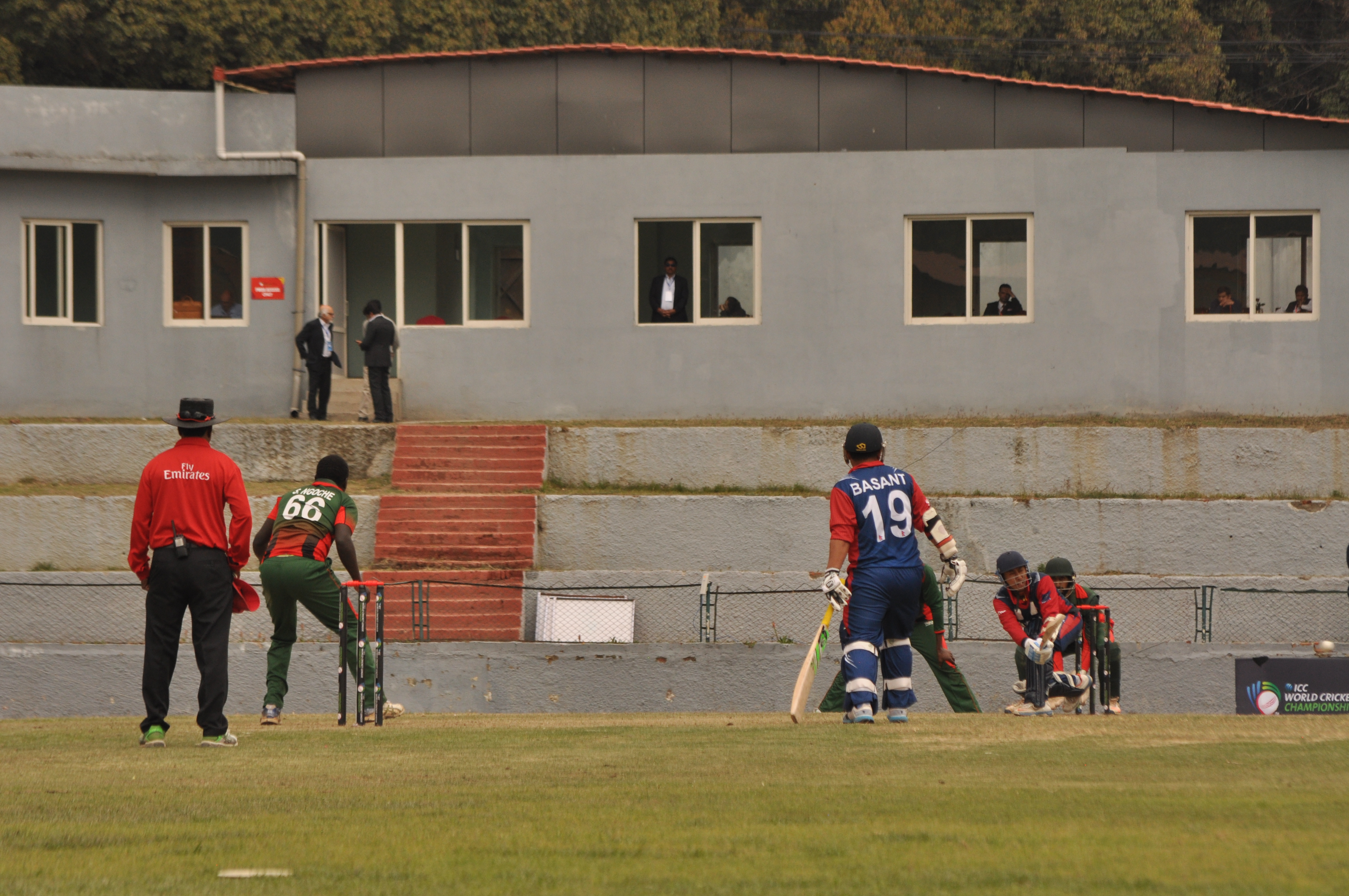
Cricketspiel zwischen Kenia und Nepal in Kathmandu am 13. März 2017

2000 begann Nepals Jugendprogramm zu wirken und die U-19-Nationalmannschaft erreichte bei der ICC U19-Cricket-Weltmeisterschaft den achten Platz. Die Nationalmannschaft erreichte bei der ACC Trophy 2000 mit dem Halbfinale ihr bisher bestes Ergebnis bei dem Turnier, unterlag in Schardscha jedoch gegen Hongkong. Im Jahr darauf nahm sie erstmals an der ICC Trophy 2001 teil. Bei dem Turnier in Ontario gewann sie gegen Deutschland und Gibraltar, nach der Niederlage gegen das spätere Zweitplatzierte Namibia verpasste sie jedoch die folgende Runde.
Nepal beendete die ACC Trophy 2002 in Singapur hinter den Vereinigten Arabischen Emiraten auf dem zweiten Platz und war Gastgeber des ACC Emerging Nations Tournament 2003, bei dem es Bhutan und die Malediven deutlich bezwang. Die Siege waren so deutlich, dass die Mannschaft zum darauf folgenden Turnier 2005 keine Einladung mehr erhielt. Raju Khadka wurde während des Turnieres der erste Cricketspieler Nepals, der ein Century erzielte, als er gegen Bhutan 105 Runs aus nur 50 Bällen ohne den Verlust seines Wickets schlug.
Ihr First-Class-Debüt hatte die Mannschaft beim ICC Intercontinental Cup 2004, wo sie gegen Malaysia gewann und gegen die Vereinigten Arabischen Emirate unentschieden spielte, wodurch sie das Halbfinale verpasste. Beim ACC Fast Track Countries Tournament 2004 erreichte Nepal den dritten Platz und qualifizierte sich dadurch für den ICC Intercontinental Cup 2005. Während der ACC Trophy 2004 erreichte es den fünften Platz, was für den Einzug in die Repechage der ICC Trophy 2005 reichte. Bei dem Turnier landete das Team auf dem dritten Platz, nachdem es im Play-off Katar bezwungen hatte, womit es jedoch die Qualifikation für die ICC Trophy 2005 versäumte. Shakti Gauchan erzielte gegen Italien ein Century, nachdem er 106 Runs aus 103 Bällen ohne den Verlust seines Wickets erzielt hatte. Während des ICC Intercontinental Cup 2005 besiegte das Team die Vereinigten Arabischen Emirate und spielte gegen Hongkong unentschieden, verpasste die Qualifikation mit einem halben Punkt zu wenig knapp. Das Fast Track Countries Tournament 2005 beendete es hinter den Vereinigten Arabischen Emiraten auf dem zweiten Platz.
Im März 2006 absolvierte Nepal ein Play-off gegen Namibia in Windhoek um den letzten Platz beim ICC Intercontinental Cup 2006. Nepal musste das Spiel deutlich gewinnen, um sich für das Turnier zu qualifizieren; nachdem am ersten Tag kein Spiel möglich gewesen war, erreichte es jedoch nur ein Unentschieden. Im selben Jahr unternahm das Team eine Tour nach Pakistan, wo es ein Spiel gegen die Pakistan Cricket Academy bestritt, bevor es zur ACC Trophy 2006 in Kuala Lumpur aufbrach.
Während der ACC Trophy 2006 bowlte Nepal Myanmar für nur zehn Runs in 12.1 Over aus, nachdem Nepal den Münzwurf gewonnen hatte und Myanmar am Schlag beginnen ließ; keinem Batter gelang es mehr als einen Run zu erzielen. Mehboob Alam und Binod Das nahmen sieben bzw. drei Wickets. Daraufhin erreichte Nepal mit dem ersten Ball drei Runs, gefolgt von einem Fünfer und weiteren drei Runs mit dem zweiten Ball, woraufhin es das Spiel mit zehn Wickets gewann. Einige Experten bezeichneten dies als das größte Missverhältnis im internationalen Cricket und Myanmars zehn Runs sind das niedrigste Ergebnis im internationalen Cricket der Männer. Nepal beendete das Turnier auf dem vierten Platz, nachdem es das Play-off gegen Afghanistan verloren hatte. Nepal gewann die ACC Premier League 2006. Nepal nahm am ACC Twenty20 Cup 2007 in Kuwait teil und landete auf dem vierten Gruppenplatz.

### Etablierung auf internationaler Ebene (2008–2016)
Bei der ICC World Cricket League Division Five 2008 in Jersey belegte Nepal den dritten Platz, verblieb in der fünften Division und konnten sich damit nicht mehr für den Cricket World Cup 2011 qualifizieren. Während des Turnieres stellte Mehboob Alam einen neuen Weltrekord auf und nahm im Spiel gegen Mosambik alle zehn Wickets. Er wurde daraufhin ins Guinness World Records aufgenommen, als erster Bowler, der alle zehn Wickets in einem internationalen Cricketspiel mit begrenzter Anzahl Over nahm. Nepal belegte in der Gruppenphase den ersten Platz, verlor im Halbfinale jedoch gegen Afghanistan und beendete das Turnier auf dem dritten Platz, nachdem es die Vereinigten Staaten im Play-off bezwungen hatte. Da nur die beiden bestplatzierten Mannschaften des Turnieres sich für die Division Four desselben Jahres in Tansania qualifizieren konnten, verpasste Nepal seine Chance auf die Qualifikation für den Cricket World Cup 2011. Im selben Jahr nahm Nepal an der ACC Trophy Elite 2008 teil und endete auf dem vierten Platz, nachdem es im Halbfinale gegen die Vereinigten Arabischen Emirate und im Play-off um den dritten Platz Afghanistan verloren hatte.
Während der ACC Twenty20 Cup 2009 belegte Nepal den fünften Platz, nachdem es Singapur im Play-off mit neun Wickets bezwungen hatte. Im Gruppenspiel gegen Kuwait benötigte Nepal noch sieben Runs für den Sieg. Binod Bhandari, der für die Nationalmannschaft debütierte, erzielte mit dem letzten Ball einen Boundary (sechs Runs), womit es ein unentschieden erzielte. Nepal entschied das Spiel schließlich im Bowl-out für sich. Zwei Jahre später gewann das Team die Division Five, nachdem es die Vereinigten Staaten im Finale bezwungen hatte. Sharad Vesawkar erzielte gegen Fidschi ein Century mit 105 Runs aus 134 Bällen ohne den Verlust seines Wickets. Nepal erzielte gute Ergebnisse bei der ACC Trophy Elite 2010, nachdem es alle Gruppenspiele gewonnen und Malaysia im Halbfinale mit acht Runs hinter sich gelassen hatte, im Finale jedoch gegen Afghanistan mit 95 Runs unterlag. Damit qualifizierte sich die Mannschaft für die Division Four, bei der sie abermals den dritten Platz erspielte und somit in dieser Division verblieb. Im November nahm Nepal am Cricketturnier der Asienspiele 2010 teil und unterlag im Viertelfinale gegen Sri Lanka. Es war dies das erste Match gegen ein Vollmitglied für Nepal. Im Dezember 2011 war Nepal Gastgeber des ACC Twenty20 Cup 2011 und schloss das Turnier auf dem vierten Platz ab, womit es die ICC World Twenty20 Qualifier 2012 erreichte.
Bei der ICC World Twenty20 Qualifier 2012 landete Nepal mit Siegen gegen Kenia und Papua-Neu-Guinea in Play-offs auf dem siebenten Platz. Shakti Gauchan erzielte während des Turnieres gegen Dänemark den ersten internationalen Hattrick für Nepal. Im September 2012 nahm Nepal an der ICC World Cricket League Division Four 2012 teil, wobei Subash Khakurel und Anil Mandal jeweils Centuries erzielten. Subash Khakurel erzielte 115 Runs aus 142 Bällen gegen die Vereinigten Staaten und Anil Mandal 113 Runs aus 134 Bällen gegen Dänemark. Im Spiel gegen Malaysia erzielte Shakti Gauchan in Nepals durchschlagenden Erfolg einen neuen Rekord. Der Left-arm orthodox Spinner erzielte mit 10–8–2–3 das beste ökonomische Bowling bisher in den kleineren Cricket-Formaten. Nepal gewann alle sechs Spiele und stieg in die ICC World Cricket League Division Three 2013 auf. Nepals Spieler wurden in allen Spielen als „Player of the match“ ausgezeichnet und Basanta Regmi zum „Player of the tournament“, nachdem er während des Turnieres insgesamt 21 Wickets genommen hatte. Im Oktober 2012 beteiligte sich Nepal an der ACC Trophy Elite 2012 und teilte sich den Titel mit den Vereinigten Arabischen Emiraten, nachdem das Finale am 12. Oktober 2012 im Sharjah Cricket Association Stadium unentschieden geendet hatte. Die Vereinigten Arabischen Emirate erzielten 241 Runs, eine Vorgabe die für Nepal nach den 94 Runs des Opening Batter in Reichweite schien. Das Team verlor jedoch seine Wickets regelmäßig und benötigte noch zwölf Runs im letzten Over mit einem Wicket in Händen. Shakti Gauchan schlug Shadeep Silvas Ball zu einem Sechser, erzielte aus dem letzten Ball jedoch nur ein Run, woraufhin das Finale unentschieden endete. Der Kapitän Paras Khadka erzielte im Spiel gegen Kuwait 106 Runs aus nur 77 Bällen ohne den Verlust seines Wickets, sein erstes Century für Nepal.
Nepal war Gastgeber des ACC Twenty20 Cup 2013, der in Kirtipur und Lalitpur ausgetragen wurde. Nepal drang bis ins Finale durch, nachdem es im Halbfinale die Vereinigten Arabischen Emirate mit sechs Wickets besiegt hatte. Nepal hatte zuvor die ICC World Twenty20 Qualifier 2013 erreicht und drang bis ins Halbfinale durch, unterlag dort jedoch gegen Afghanistan mit sieben Wickets. Die Mannschaft wurde während des gesamten Turnieres über von einer großen Anzahl heimischer Fans unterstützt, mit zwischen 15.000 und 20.000 Zuschauern pro Spiel (etwa 25.000 sowohl beim Halbfinale als auch beim Finale), während Hunderttausende die Spiele vor dem Fernseher verfolgten – das größte Zuschauerinteresse bisher außerhalb der Testnationen. Nepal gewann die ICC World Cricket League Division Three 2013 in Bermuda und erreichte die ICC Cricket World Cup Qualifier 2014 in Neuseeland. Ebenso nahm Nepal am ACC Emerging Teams Cup 2013 teil, zusammen mit den U-23-Mannschaften der vier Testnationen – Bangladesch, Indien, Pakistan und Sri Lanka – sowie die Vereinigten Arabischen Emirate, Afghanistan und den Gastgeber Singapur. Nepal beendete die ICC World Twenty20 Qualifier 2013 in den Vereinigten Arabischen Emiraten auf dem dritten Platz und qualifizierte sich für die ICC World Twenty20 2014, nachdem es Hongkong im Viertelfinale mit den letzten Ball besiegt hatte.
Nepal schied in der Qualifikation für den Cricket World Cup 2015 im Januar 2014 aus und endete auf dem neunten Platz der ICC Cricket World Cup Qualifier 2014 in Neuseeland. Nepal war einer der Associate Members das an der ICC World Twenty20 2014 teilnahm. Das Team gewann gegen Hongkong deutlich, gegen Bangladesch unterlag man, und es gewann gegen Afghanistan, der erste Sieg gegen diesen Gegner in einem der Cricket-Formate, es verpasste dennoch die Super 10. Nepal war in dem Turnier die einzige Mannschaft, die nicht mehr als 140 Runs zuließ. Nepal beendete die ACC Premier League 2014 auf dem dritten Platz, nachdem es die Vereinigten Arabischen Emirate und Hongkong besiegt hatte und sich somit für die ACC Championship 2014 qualifizierte. Im September 2014 nahm Nepal am Cricketturnier der Asienspiele 2014 teil, erreichte jedoch nicht das Halbfinale. Nepal gewann die ICC World Cricket League Division Three 2014 in Malaysia und erreichte damit die ICC World Cricket League Division Two 2015. Gyanendra Malla erzielte in dem Turnier sein erstes Century mit 114 Runs aus 125 Bällen gegen Singapur. Im November besuchte Nepal Sri Lanka, nachdem Sri Lanka Cricket einem Ersuchen des Asian Cricket Council zugestimmt hatte um die Nicht-Testnationen zu unterstützen, wo es zwei dreitägige Matches gegen eine sri-lankische Mannschaft absolvierte, sowie eine T20I-Serie gegen Hongkong. Beim ICC World Twenty20 Qualifier 2015 konnten sie ihren Erfolg aus der vorherigen Ausgabe nicht wiederholen, als sie nach einem Auftaktsieg gegen die Vereinigten Staaten kein weiteres Vorrundenspiel gewinnen konnten.
Die Division Two 2015 in Namibia beendete Nepal auf den vierten Platz und qualifizierte sich so für die Championship 2015–17 Nachdem es jedoch nur den dritten Platz erreicht hatte, verpasste Nepal die Division One und somit den Intercontinental Cup 2015–2017. Basanta Regmi wurde der erste Bowler, der während der World Cricket League 100 Wickets nahm. Er erreichte diesen Meilenstein, als er im Spiel gegen die Niederlande zwei Wickets erzielte. Am 11. April 2015 beteiligte sich Nepal an einem Tribut-Match von 63 Over (31.3 Over pro Mannschaft) zu Ehren des australischen Cricketspielers Phillip Hughes, der nach 63 Runs von einem Bouncer getroffen wurde. Das Match fand auf dem Tribhuvan University International Cricket Ground, Kirtipur, zwischen Team Blue, bestehend aus sowohl nepalesischen als auch australischen Spielern, und Team Red, bestehend aus nepalesischen Spielern, statt. Im Juni besuchte Nepal die Niederlande für eine T20I-Serie. Nepal nahm danach an der World Twenty20 Qualifier 2015 in Irland und Schottland teil und beendete Gruppe A auf dem siebenten Platz, womit es zum zweiten Mal nacheinander den T20 World Cup verpasste. 2016 kam es zu einer Einmischung der nepalesischen Regierung in den Verband, was zu einer Suspendierung desselben aus dem Weltverband ICC führte. Jedoch durften sie weiter am internationalen Cricket teilnehmen.

### Erlangung des ODI-Status (2018)

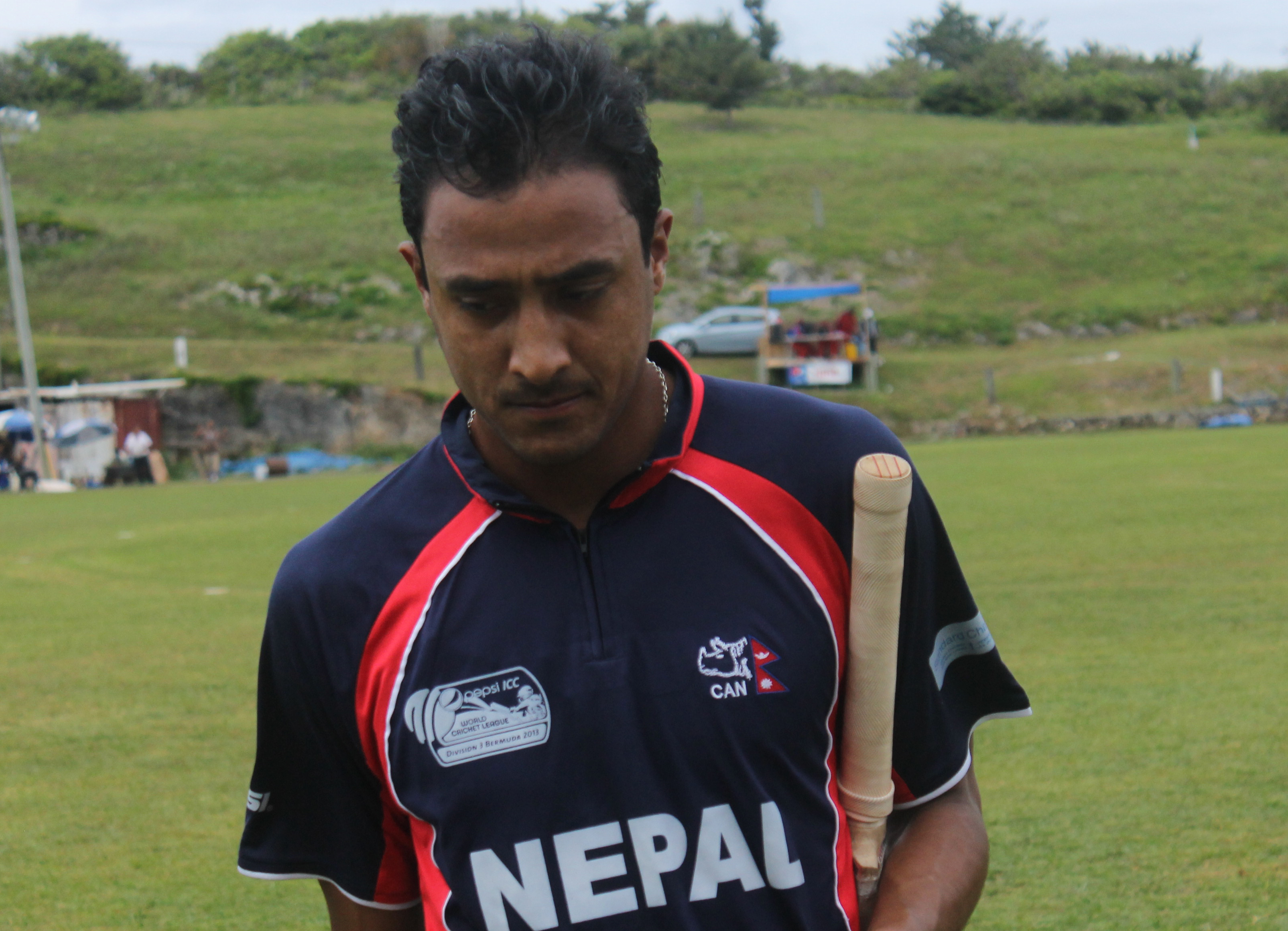
Paras Khadka erzielte 2018 das erste ODI-Century für Nepal

Während der Division Two 2018 wurde Nepal Zweiter und qualifizierte sich so für den Cricket World Cup Qualifier 2018. Am 15. März 2018 bekam Nepal erstmals ODI-Status zugesprochen, nachdem es in dem Turnier Papua-Neuguinea im Play-off um den neunten Platz besiegt hatte. Mit dem ODI-Status erhielt Nepal automatisch auch T20I-Status. Nach diesen Meilensteinen meinte Nepals Kapitän Paras Khadka, dass es ihr Ziel sei, innerhalb von acht oder zehn Jahren auch Teststatus zu erlangen.
Nepal bestritt seine erste ODI-Serie bestehend aus drei Spielen gegen die Vereinigten Arabischen Emirate und gewann mit 2–1, der erste ODI-Seriensieg. Paras Khadka wurde der erste Batter Nepals, der ein ODI-Century erzielte. Rohit Kumar Paudel wurde der jüngste Spieler, der ein ODI-Fifty erzielte und Sandeep Jora der jüngste mit einem T20I-Fifty. Im Oktober 2019 wurde die Cricket Association of Nepal nach der Suspendierung 2016 wieder als Mitglied des ICC zugelassen. Für die Nepal Tri-Nation Series 2019/20 im Februar 2020 empfing es Oman und die Vereinigten Staaten. Kushal Malla wurde im Spiel gegen die Vereinigten Staaten am 8. Februar 2020 im Alter von 15 Jahren und 340 Tagen der jüngste Spieler, der ein Fifty erzielte. Am 12. Februar 2020 bowlte Nepal die Vereinigten Staaten mit 35 Runs aus, das niedrigste ODI-Ergebnis einer Mannschaft bisher. Mit seinem ODI-Status erreichte Nepal auch die Cricket World Cup League 2 2019–2023 für den Cricket World Cup 2023. Dort erzielten die Nepalesen den dritten Platz, womit sie den Cricket World Cup Qualifier 2023 in Simbabwe erreichten und sich gleichzeitig einen Platz in der Cricket World Cup League 2 2023–2027 für den Cricket World Cup 2027 sicherten. Den Cricket World Cup Qualifier 2023 beendeten sie auf dem achten Platz, womit sie das Hauptturnier in Indien verpassten.
Für die Nepal Tri-Nation Series im April 2021 empfing Nepal Malaysia und die Niederlande. Nepal gewann das Turnier, nachdem es drei seiner vier Spiele gewonnen und das Finale erreicht hatte, in dem es auf die Niederlande traf. Nepal besiegte die Niederlande mit 142 Runs und entschied das Turnier für sich. Der Debütant Kushal Bhurtel erzielte in dem Turnier 278 Runs bei einer Batting Average von 69.50 und einer Strike Rate von 140.40 und wurde als „Spieler der Serie“ ausgezeichnet. In der T20 World Cup Global Qualifier Group A 2022 erreichte Nepal den dritten Platz, was jedoch nicht ausreichend war um sich für den T20 World Cup 2022 zu qualifizieren. Den ACC Men’s Premier Cup 2023, der in Nepal ausgetragen wurde, gewann der Gastgeber mit einem Finalsieg von sieben Wickets gegen die Vereinigten Arabischen Emirate und qualifizierte sich damit erstmals für den Asia Cup. Beim Asia Cup 2023 unterlag es jedoch Pakistan und Indien und schied in der Vorrunde wieder aus. Bei der Asien-Qualifikation erreichte Nepal das Finale gegen Oman und qualifizierte sich damit für den T20 World Cup 2024. Bei der ersten Weltmeisterschaftsteilnahme in zehn Jahren wurde das Team im ersten Spiel von den Niederlanden ausgebowlt und besiegt, während das darauf folgende Spiel gegen Sri Lanka aufgrund Regens abgesagt werden musste. Danach gelang gegen Südafrika beinahe ein Sensationssieg, als man mit nur einem Run unterlag. Mit dieser knappen Niederlage verpassten die Nepalesen die Super Eight. Danach konnten sie die Mannschaft Bangladeschs ausbowlen, wurde im eigenen Innings jedoch für weniger Runs selbst ausgebowlt.

## Organisation

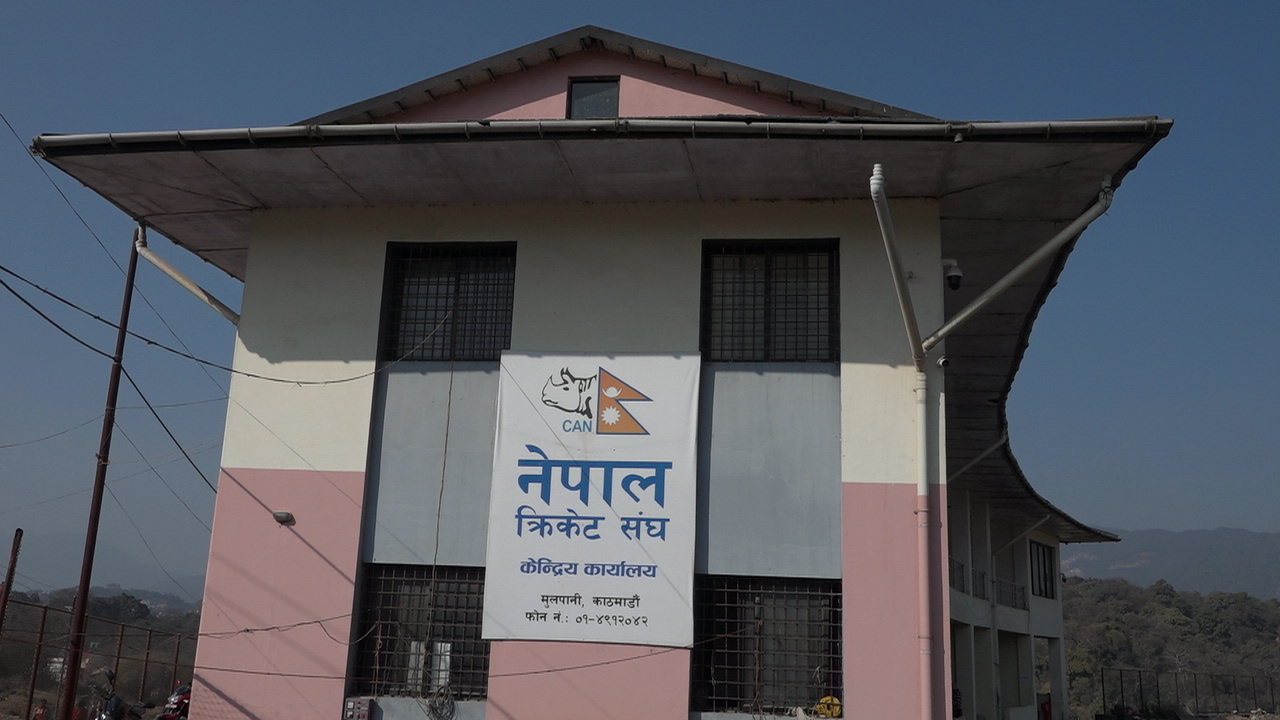
Sitz der Cricket Association of Nepal in Kathmandu

Die Cricket Association of Nepal (CAN; Nepali नेपाल क्रिकेट सङ्घ) wurde 1946 gegründet und ist verantwortlich für die Organisation des Cricket in Nepal. 1988 wurde er Partnermitglied (affiliate member) des International Cricket Council (ICC) und 1996 assoziiertes Mitglied (Associate Member). 1990 wurde die CAN außerdem Mitglied der Asian Cricket Conference (ACC; heute Asian Cricket Council).
Die Cricket Association of Nepal stellt die Nepal vertretenen Cricket-Nationalmannschaften, einschließlich der für die Männer, Frauen und Jugend, zusammen. Der Verband ist außerdem verantwortlich für die Durchführung von ODI- und T20I-Serien gegen andere Nationalmannschaften sowie die Organisation von Heimspielen und -turnieren. Neben der Aufstellung des Teams ist er verantwortlich für den Kartenverkauf, der Gewinnung von Sponsoren und der Vermarktung der Medienrechte.
Kinder und Jugendliche werden bereits in der Schule an den Cricketsport herangeführt und je nach Interesse und Talent beginnt dann die Ausbildung. Wie andere Cricketnationen verfügt Nepal über eine U-19-Nationalmannschaft, die an der entsprechenden Weltmeisterschaft teilnimmt.

## Trikots, Logo und Spitznamen
Im ODI- und T20I-Cricket tragen Nepals Spieler blaue Trikots mit roten Ärmeln und einem roten Halsragen sowie blaue Hosen. Feldspieler tragen eine rote Baseball-Kappe oder einen roten Sonnenhut. Die Helme der Batter sind blau gehalten. Bei offiziellen ICC-Turnieren erscheint das Logo des Sponsors auf dem rechten Ärmel und die Aufschrift NEPAL auf der Vorderseite des Trikots.
Die Spitznamen der nepalesischen Cricket-Nationalmannschaft sind The Rhinos, Gorkhalis und The Cardiac Kids. Das Logo der Cricket Association of Nepal zeigt deshalb ein Nashorn.

## Stadien

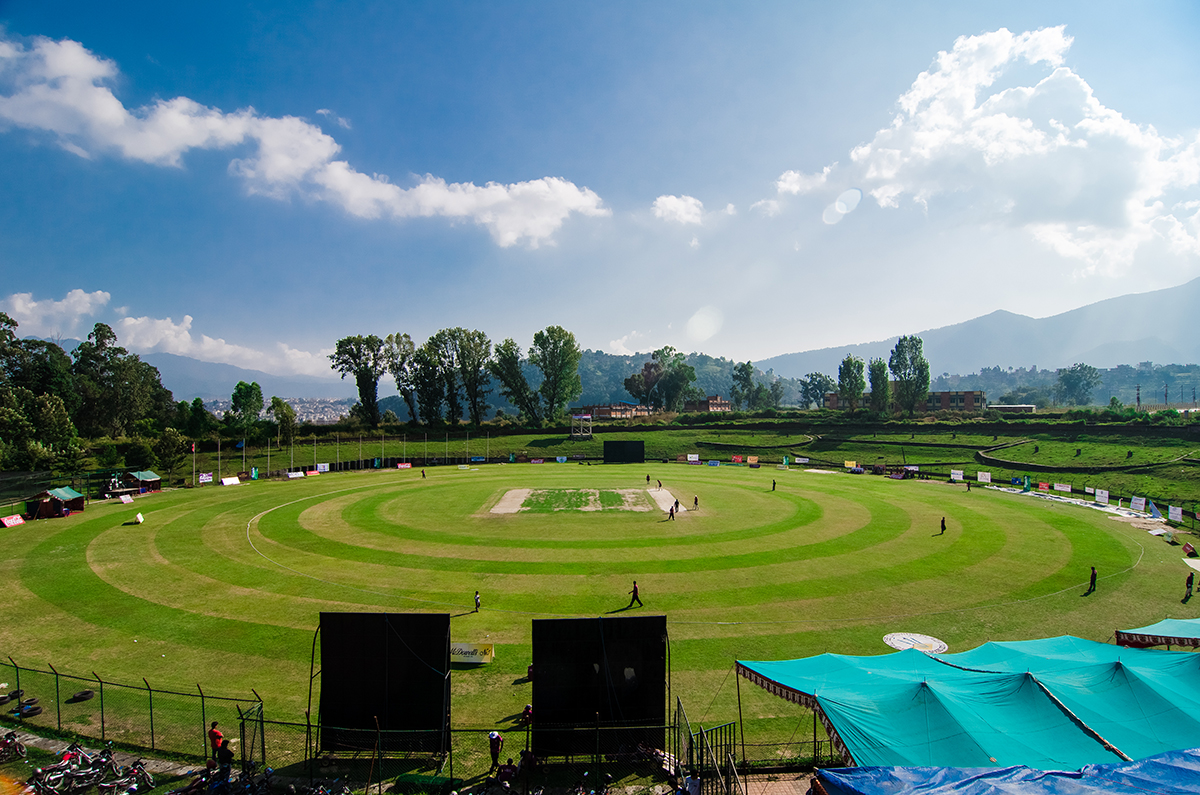
Der Tribhuvan University International Cricket Ground ist eines von zwei nepalesischen Stadien mit offiziellen ODI-Status

Nepal verfügt über kein offizielles Heimstadion für seine Nationalmannschaft, sondern bestreitet seine Heimspiele in verschiedenen Stadien Nepals. Die nepalesische Mannschaft hat bisher auf heimischen Boden zwei Stadien für die Austragung von Heimspielen verwendet:
| Nr. | Stadion                                           | Stadt               | Erstaustragung   |
| --- | ------------------------------------------------- | ------------------- | ---------------- |
| 1   | Tribhuvan University International Cricket Ground | Kirtipur            | 5. Dezember 2019 |
| 2   | Mulpani Cricket Ground                            | Kageshwari-Manohara | 29. April 2023   |

## Spieler

### Spielerstatistiken
Insgesamt haben für Nepal 41 Spieler ODIs und 46 Spieler T20I gespielt. Im Folgenden sind die Spieler aufgeführt, die für die nepalesische Mannschaft die meisten Runs und Wickets erzielt haben.

#### Runs
| ODI                  | ODI                  | ODI                  | ODI                  | T20I                 | T20I                 | T20I                 | T20I                 |
| Spieler              | Zeitraum             | ODIs                 | Runs                 | Spieler              | Zeitraum             | T20Is                | Runs                 |
| -------------------- | -------------------- | -------------------- | -------------------- | -------------------- | -------------------- | -------------------- | -------------------- |
| Rohit Paudel         | 2018–heute           | 61                   | 1.586                | Dipendra Singh Airee | 2018–heute           | 67                   | 1.658                |
| Aasif Sheikh         | 2021–heute           | 49                   | 1.401                | Rohit Paudel         | 2019–heute           | 52                   | 1.144                |
| Kushal Bhurtel       | 2021–heute           | 52                   | 1.219                | Kushal Bhurtel       | 2021–heute           | 46                   | 1.105                |
| Aarif Sheikh         | 2018–heute           | 51                   | 0964                 | Aasif Sheikh         | 2021–heute           | 47                   | 1.086                |
| Dipendra Singh Airee | 2018–heute           | 55                   | 0896                 | Gyanendra Malla      | 2014–2022            | 45                   | 0883                 |
| Stand: 19. Juni 2024 | Stand: 19. Juni 2024 | Stand: 19. Juni 2024 | Stand: 19. Juni 2024 | Stand: 19. Juni 2024 | Stand: 19. Juni 2024 | Stand: 19. Juni 2024 | Stand: 19. Juni 2024 |

#### Wickets
| ODI                  | ODI                  | ODI                  | ODI                  | T20I                 | T20I                 | T20I                 | T20I                 |
| Spieler              | Zeitraum             | ODIs                 | Wickets              | Spieler              | Zeitraum             | T20Is                | Wickets              |
| -------------------- | -------------------- | -------------------- | -------------------- | -------------------- | -------------------- | -------------------- | -------------------- |
| Sandeep Lamichhane   | 2018–heute           | 51                   | 112                  | Sandeep Lamichhane   | 2018–heute           | 53                   | 100                  |
| Karan KC             | 2018–heute           | 51                   | 074                  | Karan KC             | 2015–heute           | 70                   | 090                  |
| Sompal Kami          | 2018–heute           | 54                   | 071                  | Abinash Bohara       | 2019–heute           | 62                   | 075                  |
| Dipendra Singh Airee | 2018–heute           | 55                   | 038                  | Sompal Kami          | 2014–heute           | 68                   | 061                  |
| Lalit Rajbanshi      | 2019–heute           | 29                   | 037                  | Dipendra Singh Airee | 2018–heute           | 67                   | 043                  |
| Stand: 19. Juni 2024 | Stand: 19. Juni 2024 | Stand: 19. Juni 2024 | Stand: 19. Juni 2024 | Stand: 19. Juni 2024 | Stand: 19. Juni 2024 | Stand: 19. Juni 2024 | Stand: 19. Juni 2024 |

### Mannschaftskapitäne
Bisher haben insgesamt vier Spieler als Kapitän für Nepal bei einem ODI fungiert und vier für ein T20I.
| ODI | ODI                | ODI        | T20I               | T20I       |
| Nr. | Name               | Zeitraum   | Name               | Zeitraum   |
| --- | ------------------ | ---------- | ------------------ | ---------- |
| 1   | Paras Khadka       | 2018–2019  | Paras Khadka       | 2014–2019  |
| 2   | Gyanendra Malla    | 2020–2021  | Gyanendra Malla    | 2019–2021  |
| 3   | Sandeep Lamichhane | 2022       | Sandeep Lamichhane | 2022       |
| 4   | Rohit Paudel       | 2023–heute | Rohit Paudel       | 2023–heute |

## Bilanz
Die Mannschaft hat die folgenden Bilanzen gegen die Vollmitglieder des ICC im ODI- und T20I-Cricket (Stand: 19. Juni 2024).
| Gegner      | ODIs | ODIs | ODIs | ODIs | ODIs | T20Is | T20Is | T20Is | T20Is | T20Is |
| Gegner      | Sp.  | S    | U    | N    | NR   | Sp.   | S     | U     | N     | NR    |
| ----------- | ---- | ---- | ---- | ---- | ---- | ----- | ----- | ----- | ----- | ----- |
| Afghanistan | 0    | 0    | 0    | 0    | 0    | 1     | 1     | 0     | 0     | 0     |
| Bangladesch | 0    | 0    | 0    | 0    | 0    | 2     | 0     | 0     | 2     | 0     |
| Indien      | 1    | 0    | 0    | 1    | 0    | 1     | 0     | 0     | 1     | 0     |
| Irland      | 1    | 0    | 0    | 1    | 0    | 3     | 0     | 0     | 3     | 0     |
| Pakistan    | 1    | 0    | 0    | 1    | 0    | 0     | 0     | 0     | 0     | 0     |
| Simbabwe    | 1    | 0    | 0    | 1    | 0    | 2     | 0     | 0     | 2     | 0     |
| Südafrika   | 0    | 0    | 0    | 0    | 0    | 1     | 0     | 0     | 1     | 0     |
| West Indies | 1    | 0    | 0    | 1    | 0    | 0     | 0     | 0     | 0     | 0     |

## Internationale Turniere

### Cricket World Cup
- 1975–2000: nicht teilnahmeberechtigt (kein ICC-Mitglied)
- 2003: nicht qualifiziert (Qualifikation)
- 2007: nicht qualifiziert
- 2011: nicht qualifiziert
- 2015: nicht qualifiziert (Qualifikation)
- 2019: nicht qualifiziert (Qualifikation)
- 2023: nicht qualifiziert (Qualifikation)
- 2027: laufende Qualifikation

### Champions Trophy
- 1998: nicht qualifiziert
- 2000: nicht qualifiziert
- 2002: nicht qualifiziert
- 2004: nicht qualifiziert
- 2006: nicht qualifiziert
- 2009: nicht qualifiziert
- 2013: nicht qualifiziert
- 2017: nicht qualifiziert
- 2025: nicht qualifiziert

### T20 World Cup
- 2007: nicht qualifiziert
- 2009: nicht qualifiziert
- 2010: nicht qualifiziert
- 2012: nicht qualifiziert (Qualifikation)
- 2014: Vorrunde (Qualifikation)
- 2016: nicht qualifiziert (Qualifikation)
- 2021: nicht qualifiziert
- 2022: nicht qualifiziert (Qualifikation)
- 2024: Vorrunde (Qualifikation)

### ICC Intercontinental Cup
- 2004: Vorrunde
- 2005: Vorrunde
- 2006: nicht qualifiziert
- 2007–08: nicht qualifiziert
- 2009–10: nicht qualifiziert
- 2011–13: nicht qualifiziert
- 2015–17: nicht qualifiziert

### Asia Cup
- 1984–1995: nicht teilnahmeberechtigt
- 1997: nicht qualifiziert
- 2000: nicht teilgenommen
- 2004: nicht qualifiziert
- 2008: nicht qualifiziert
- 2010: nicht teilgenommen
- 2012: nicht teilgenommen
- 2014: nicht qualifiziert
- 2016: nicht teilgenommen
- 2018: nicht qualifiziert (Qualifikation)
- 2022: nicht qualifiziert (Qualifikation)
- 2023: Vorrunde (Qualifikation)
- 2025: nicht qualifiziert (Qualifikation)